# São Mateus do Sul
São Mateus do Sul este un oraș în Paraná (PR), Brazilia.